# Doppio T

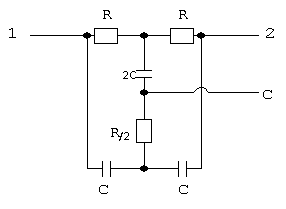
Una rete a doppio-T

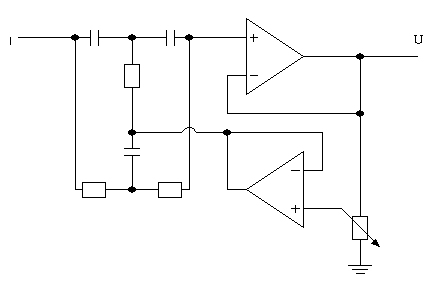
Filtro taglia banda a doppio-T ad alto Q

La rete a doppio-T è principalmente utilizzata nei filtri tagliabanda sotto i 10 MHz.
La frequenza centrale è data dalla formula:
{\displaystyle f{o}={\frac {1}{2\pi RC}}}.
Il funzionamento è dato dagli spostamenti di fase in grado di creare una resistenza negativa alla frequenza di risonanza.

## Circuito migliorato
Il fattore di merito Q della rete è molto basso (pari a 0.25) e viene migliorato con una coppia di buffer, ed al variare della posizione del potenziometro in figura il fattore di merito aumenta distanziandosi dalla massa.
L'impedenza d'ingresso del circuito è molto reattiva e bassa, e può essere bufferata da un circuito molto lineare e silenzioso, ed un'impedenza alta all'ingresso farà peggiorare il Q e l'attenuazione.
Nel caso di circuiti con Q molto alto il secondo buffer può essere eliminato a patto di avere R/2 molto maggiore della resistenza del partitore vista dal nodo C.
Un circuito ben ottimizzato per la misura di distorsioni in banda audio mostra una scarsa attenuazione alla 2ª armonica ed un Q sufficientemente basso da esser facilmente sintonizzato
Il punto ideale di equilibrio avrà un Q tra 7 e 10 ed ecco  un buon filtro semplice ed efficiente se inscatolato nella latta (il ferro attenua bene le radiofrequenze ed i campi EM di rete) ed alimentato a batterie
Per ottenere un Q molto alto (maggiore di 50) è bene usare condensatori (preferibilmente di tipo KP o meglio KS) in parallelo per ridurre le resistenze serie parassite a livelli tollerabili e l'attenuazione massima può raggiungere i 60 dB senza ottimizzazioni, ma se all'uscita del filtro si aggiunge una rete a capacità negativa di compensazione delle capacità parassite come quella utilizzata dall'HP 339A si possono superare i 100 dB post di Dick Moore dell'11 Ago 2013

## Oscillatori a doppio T

Un oscillatore twin-T

Il filtro può esser fatto oscillare aggiungendo una componente di reazione positiva comportandosi molto bene e spesso meglio degli oscillatori a ponte di Wien
- Esempio di oscillatore a singolo operazionale con feedback regolato da un NPN
- Esempio di oscillatore a doppio T a doppio operazionale negante e stabilizzazione termica ottenuta con una lampada come PTC  dai cui spettri si può notare una distorsione irrisoria persino con gli economici TL72/74/82/84
- Filtro notch ed oscillatore a componenti discreti termostabilizzato  con una distorsione di 1,3 ppm ad 1 kHz in fig. 10 facenti parte di un distorsiometro di John Linsley-Hood datato 1979.

## T pontato
Togliendo uno dei due elementi verso massa si ha un filtro dalle prestazioni inferiori a quelle del vero doppio T ma molto più facilmente controllabile.
Pensiamo di togliere la C2 verso massa:
Otterremo un sistema con due potenziometri i cui elementi resistivi sono di valore uno doppio dell'altro da cui variare la frequenza fine di sintonia e due condensatori da commutare per la gamma di frequenza.
Il quotatissimo oscillatore sinusoidale Krohn-Hite 4400 usa questa topologia.
Pensiamo di togliere la R2 verso massa:
Ci troveremo due condensatori in serie e con una coppia di resistenze fluttuanti di pari valore al cui centro c'è un condensatore verso massa
Questa configurazione è compatibile con un potenziometro stereo
Questa topologia è posta nell'oscillatore HP239 e nella sezione oscillatrice del distorsiometro HP339A.